# 駿台雑話
駿台雑話（すんだいざつわ）は、室鳩巣による江戸時代半ばの随筆および儒学書。

## 概要

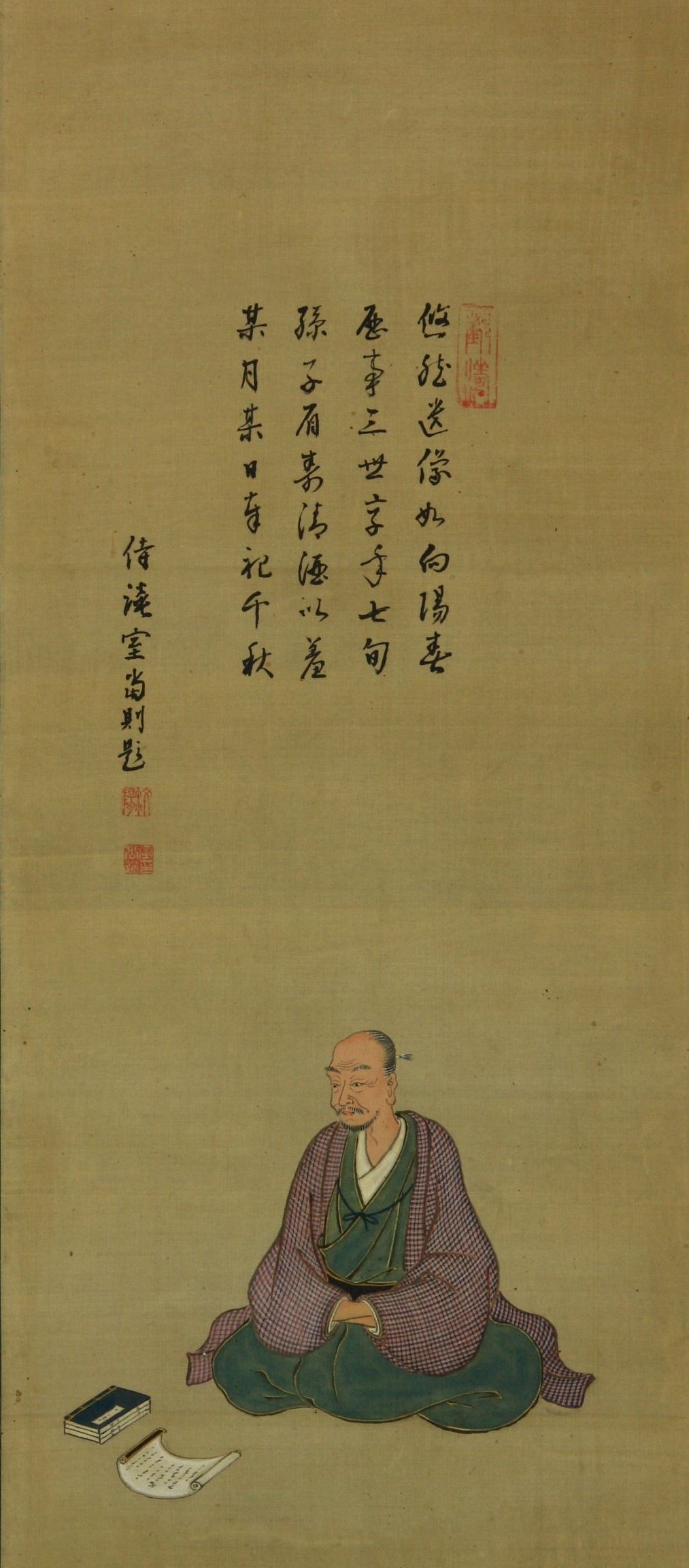
室鳩巣は朱子学を正学とする立場から古義学や古文辞学を批判し、人としての生き方を綴っているが、その話題は広く古今和漢の諸事にわたっている。

成立は1732年（享保17年）、刊行は没後の1750年（寛延3年）。全5巻。仁・義・礼・智・信の五常を各巻に配している。
内容は朱子学的な観点から学術や道徳などを奨励した教訓的なものである。刊行後、その達意の文章と穏健な教訓が評価され、部数をさらに追加して印刷された。

## 受容と展開
『駿台雑話』は鳩巣自身も生前から予想していたことであるが、賛否の両方がある。例えば稲葉黙斎は『鶴林玉露』と『駿台雑話』を並べて、「この二書を読めば、物事の本質を理解することに役立ち、世の中の変化に通じて、色々と得るところがある」としている。一方で、湯浅常山は「伊藤仁斎や荻生徂徠を批判しているが、彼らを妬んでいるだけだ」としている。
近代以後、『駿台雑話』は思想と文章を同時に勉強できるテキストとして、教科書や副読本に採用された。明治から昭和を通じて、旧制中学校の国語読本の約8割が教材として利用している。換言すれば、中等教育を受けた国民のほとんどが、『駿台雑話』の内容に触れた機会を持った可能性があるということになる。また、こうした国語読本における実態を反映して、『駿台雑話』の本文テキストや注釈などの関連書も多数刊行されている。しかし、第二次世界大戦での日本の敗戦によって『駿台雑話』自体の受容は一気に低調し、1950年代前半に刊行された4つの教科書を最後に、『駿台雑話』は忽然と姿を消した。これは『駿台雑話』の一つの特徴であった「忠義」や「節義」といった概念自体が忌避されたことや、「現代文」の比重が高まるに伴って「古文」の教材が精選されてしまったことに問題があるとされる。
川平敏文は『駿台雑話』の受容史を踏まえて「優れた古典というものは、時代に寄り添いつつ、再解釈されながら生き延びてきた。そうした真の古典となる素質が『駿台雑話』には十分にある」と評している。

## 翻刻
- 國文抄本『駿臺雜話』上田萬年編、大日本圖書、1910年11月。
- 『駿台雑話：口譯注解』宮阪武吉著、公文館、1926年1月。
- 日本代表古典集『駿台雑話：全』塚本哲三編、有朋堂書店〈有朋堂文庫〉、1926年10月。
- いてふ本『駿台雑話：全』三教書院編輯部編、三教書院、1935年12月。
- 岩波文庫『駿台雑話』森銑三校訂、岩波書店、1936年12月。度々復刊
- 研究社学生文庫『駿臺雜話』壬生勤解釈、研究社、1940年12月。
- 『駿台雑話』佐佐木信綱等監修・竹下直之等校訂、いてふ本刊行会、1953年10月。
- 『日本随筆大成』第3期6、日本随筆大成編輯部編、吉川弘文館、1977年3月。